# Gagnac-sur-Garonne
Gagnac-sur-Garonne (em occitano:  Ganhac de Garona) é uma comuna francesa na região administrativa da Occitânia, no departamento do Alto Garona. Estende-se por uma área de 4.34 km², com 3.122 habitantes, segundo o censo de 2018, com uma densidade de 720 hab/km².